# Alessandro De Angelis (gesuita)
Alessandro De Angelis (Spoleto, 1559 – Ferrara, 10 settembre 1620) è stato un gesuita, teologo e astronomo italiano.

## Biografia
Dopo aver completato un normale ciclo di studi, all'età di 22 anni entrò a far parte della Compagnia di Gesù nel 1581. Dato il suo livello di istruzione si dedicò all'insegnamento, presso il Collegio Romano, fino ad arrivare ai massimi livelli del corpo accademico nel periodo della disputa tra Galileo Galilei e la Chiesa.
Insegnò, come era d'uso a quei tempi, diverse discipline da quelle umanistiche a quelle tecniche spaziando dalla logica alla fisica e alla teologia. 
L'unica sua opera nota e per la quale è ricordato è In astrologos coniectores (Contro le congetture astrologiche), pubblicata per la prima volta a Lione, nel 1615, e poi anche a Roma, (in cinque libri) contenente argomenti teologici, astronomici e storici contro gli astrologi e le loro congetture. Il libro attacca in particolare le tesi di Gerolamo Cardano, e sostiene con forza il libero arbitrio. L'opera ebbe poi diverse altre riedizioni in alcune città europee tra le quali Anversa. Nell'opera l'autore prende in esame possibili influenze astrali riguardanti la gestazione e la nascita di un essere umano, negandone comunque ogni possibile influsso.

## Opere
- (LA) De Angelis Alessandro, In astrologos coniectores libri quinque, Roma, Bartolomeo Zannetti, 1615.